# Ювілейна церква
Dio Padre Misericordioso чи Ювілейна церква (італ. Dio Padre Misericordioso — Бога, милосердного батька.) — церква у районі Tor Tre Teste між вулицями Via Casilina та Via Prenestina в Римі.

## Історія
Побудована у 1996–2003 американським архітектором — Річардом Меєром. Була частиною будівельного плану римської дієцезії, метою якого було надання зовнішнім районам Рима кращого архітектурного вигляду і більшої привабливості з нагоди Ювілейного року (що починався у 2000).

## Загальні відомості

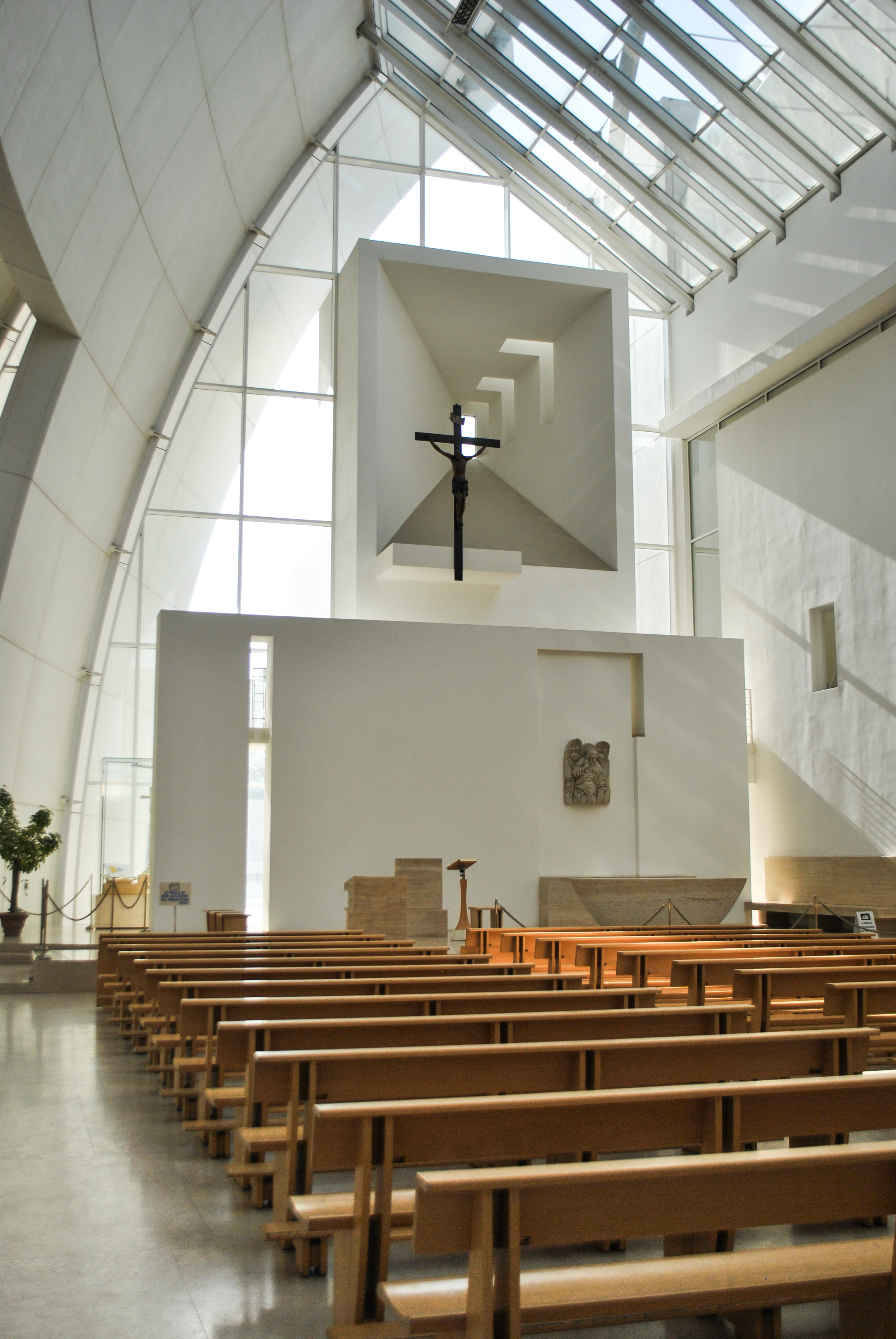
Зал зсередини

На замовлення дієцезії Риму цей храм був побудований на трикутному майданчику на кордоні міського парку в оточенні 10-поверхових житлових і громадських будівель з населенням близько 30000 жителів. Церква стилістично представляє корабель із трьома парусами висотою 17, 22 та 27 м. Мовою символів церква відтворює Народ Божий, що пливе через море 3 тисячоліття. Три паруси символізують трійцю .
40 м — довжина будівлі
31 м — ширина церкви
830 м² — приміщення церкви
1450 м² — приміщення громадського центру
10 000 м² — прилегла до споруди площа

## Зовнішній вигляд і конструкції
Південну сторону церкви прикрашають три вигнутих стіни (у формі сферичних сегментів) із збірного залізобетону. Архітектор стверджує, що церква спроєктована так, щоб звести до мінімуму пікові теплові навантаження зсередини. Велика теплоємність бетону в стінах дозволяє в результаті контролювати температуру приміщень, досягти мінімальної кількості температурних стрибків і енергоспоживання. Стіни також містять діоксид титану для збереження білого вигляду церкви.

## Титульна дияконія
Церква є титульною дияконією кардинала Крешенціо Сепе